# Internazionali Femminili di Palermo 2019 - Qualificazioni singolare
Le qualificazioni del singolare degli Internazionali Femminili di Palermo 2019 sono state un torneo di tennis preliminare per accedere alla fase finale della manifestazione. Le vincitrici dell'ultimo turno sono entrate di diritto nel tabellone principale. In caso di ritiro di una o più giocatrici aventi diritto a queste sono subentrati le lucky loser, ossia le giocatrici che hanno perso nell'ultimo turno ma che avevano una classifica più alta rispetto alle altre partecipanti che avevano comunque perso nel turno finale.

## Teste di serie
1. Katarina Zavatska (primo turno)
2. Liudmila Samsonova (ultimo turno, lucky loser)
3. Conny Perrin (primo turno)
4. Tereza Mrdeža (qualificata)
5. Anna Bondár (primo turno)
6. Martina Di Giuseppe (special exempt per il tabellone principale)

1. Georgina García Pérez (ultimo turno, lucky loser)
2. Xu Shilin (ultimo turno)
3. Fanny Stollár (ultimo turno, lucky loser)
4. Amandine Hesse (qualificata)
5. Daniela Seguel (primo turno)
6. Kathinka von Deichmann (ultimo turno)

## Qualificate
1. Gabriela Cé
2. Amandine Hesse
3. Elisabetta Cocciaretto

1. Tereza Mrdeža
2. Jaimee Fourlis
3. Jessica Pieri

### Lucky loser
1. Liudmila Samsonova
2. Georgina García Pérez

1. Fanny Stollár

## Tabellone

### Legenda
| - Q = Qualificato - WC = Wild card - LL = Lucky loser | - ALT = Alternate - SE = Special Exempt - PR = Protected Ranking | - w/o = Walkover - r = Ritirato - d = Squalificato |

### Sezione 1
|  | Primo turno | Primo turno       | Primo turno | Primo turno | Primo turno |  |  | Ultimo turno | Ultimo turno | Ultimo turno | Ultimo turno | Ultimo turno |  |
|  |             |                   |             |             |             |  |  |              |              |              |              |              |  |
|  | 1           | Katarina Zavatska | 7           | 4           | 4           |  |  |              |              |              |              |              |  |
|  |             | Gabriela Cé       | 5           | 6           | 6           |  |  |              | Gabriela Cé  | Gabriela Cé  | 7            | 6            |  |
|  |             | Alison Bai        | Alison Bai  | 2           | 3           |  |  | 8            | Xu Shilin    | Xu Shilin    | 5            | 0            |  |
|  | 8           | Xu Shilin         | Xu Shilin   | 6           | 6           |  |  |              |              |              |              |              |  |

### Sezione 2
|  | Primo turno | Primo turno        | Primo turno        | Primo turno | Primo turno |  |  | Ultimo turno | Ultimo turno       | Ultimo turno       | Ultimo turno | Ultimo turno |  |
|  |             |                    |                    |             |             |  |  |              |                    |                    |              |              |  |
|  | 2           | Liudmila Samsonova | Liudmila Samsonova | 6           | 6           |  |  |              |                    |                    |              |              |  |
|  |             | Nadia Podoroska    | Nadia Podoroska    | 1           | 0           |  |  | 2            | Liudmila Samsonova | Liudmila Samsonova | 4            | 610          |  |
|  |             | Deborah Chiesa     | 6                  | 4           | 5           |  |  | 10           | Amandine Hesse     | Amandine Hesse     | 6            | 7            |  |
|  | 10          | Amandine Hesse     | 1                  | 6           | 7           |  |  |              |                    |                    |              |              |  |

### Sezione 3
|  | Primo turno | Primo turno            | Primo turno        | Primo turno | Primo turno |  |  | Ultimo turno | Ultimo turno           | Ultimo turno | Ultimo turno | Ultimo turno |  |
|  |             |                        |                    |             |             |  |  |              |                        |              |              |              |  |
|  | 3           | Conny Perrin           | 6                  | 3           | 62          |  |  |              |                        |              |              |              |  |
|  | WC          | Elisabetta Cocciaretto | 3                  | 6           | 7           |  |  | WC           | Elisabetta Cocciaretto | 6            | 3            | 6            |  |
|  |             | Cristiana Ferrando     | Cristiana Ferrando | 1           | 2           |  |  | 9            | Fanny Stollár          | 3            | 6            | 4            |  |
|  | 9           | Fanny Stollár          | Fanny Stollár      | 6           | 6           |  |  |              |                        |              |              |              |  |

### Sezione 4
|  | Primo turno | Primo turno            | Primo turno            | Primo turno | Primo turno |  |  | Ultimo turno | Ultimo turno           | Ultimo turno | Ultimo turno | Ultimo turno |  |
|  |             |                        |                        |             |             |  |  |              |                        |              |              |              |  |
|  | 4           | Tereza Mrdeža          | Tereza Mrdeža          | 6           | 6           |  |  |              |                        |              |              |              |  |
|  | WC          | Federica Bilardo       | Federica Bilardo       | 2           | 3           |  |  | 4            | Tereza Mrdeža          | 6            | 5            | 7            |  |
|  |             | Anastasia Grymalska    | Anastasia Grymalska    | 5           | 1           |  |  | 12           | Kathinka von Deichmann | 3            | 7            | 5            |  |
|  | 12          | Kathinka von Deichmann | Kathinka von Deichmann | 7           | 6           |  |  |              |                        |              |              |              |  |

### Sezione 5
|  | Primo turno | Primo turno           | Primo turno | Primo turno | Primo turno |  |  | Ultimo turno | Ultimo turno          | Ultimo turno          | Ultimo turno | Ultimo turno |  |
|  |             |                       |             |             |             |  |  |              |                       |                       |              |              |  |
|  | 5           | Anna Bondár           | 5           | 6           | 67          |  |  |              |                       |                       |              |              |  |
|  |             | Jaimee Fourlis        | 7           | 4           | 7           |  |  |              | Jaimee Fourlis        | Jaimee Fourlis        | 6            | 6            |  |
|  | WC          | Federica Rossi        | 0           | 7           | 5           |  |  | 7            | Georgina García Pérez | Georgina García Pérez | 3            | 3            |  |
|  | 7           | Georgina García Pérez | 6           | 5           | 7           |  |  |              |                       |                       |              |              |  |

### Sezione 6
|  | Primo turno | Primo turno    | Primo turno    | Primo turno | Primo turno |  |  | Ultimo turno | Ultimo turno  | Ultimo turno | Ultimo turno | Ultimo turno |  |
|  |             |                |                |             |             |  |  |              |               |              |              |              |  |
|  | Alt         | Laura Pigossi  | Laura Pigossi  | 6           | 6           |  |  |              |               |              |              |              |  |
|  | WC          | Dalila Spiteri | Dalila Spiteri | 4           | 2           |  |  | Alt          | Laura Pigossi | 6            | 1            | 0            |  |
|  |             | Jessica Pieri  | Jessica Pieri  | 6           | 6           |  |  |              | Jessica Pieri | 4            | 6            | 6            |  |
|  | 11          | Daniela Seguel | Daniela Seguel | 4           | 4           |  |  |              |               |              |              |              |  |